# 貧困線

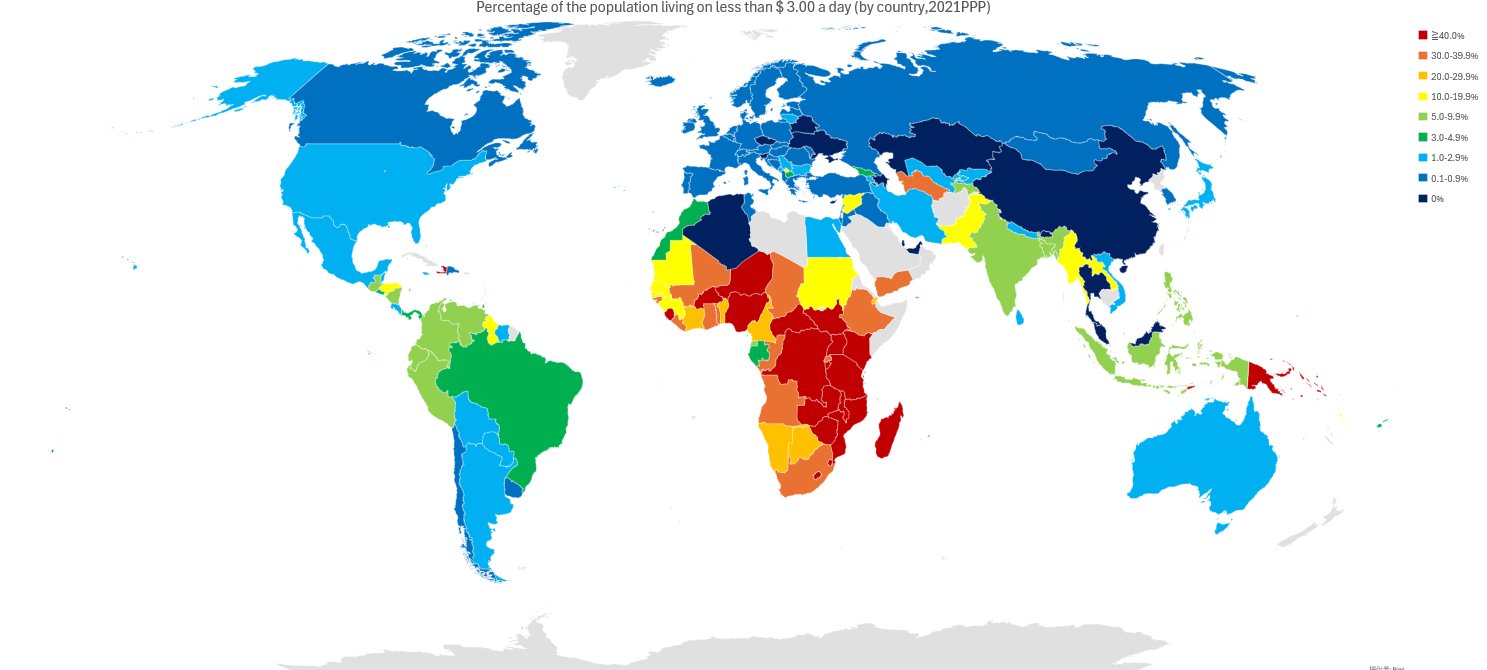
一日3.00ドル未満（2021年アメリカドルPPPベース）で生活する人口の割合（世界銀行の統計データより）

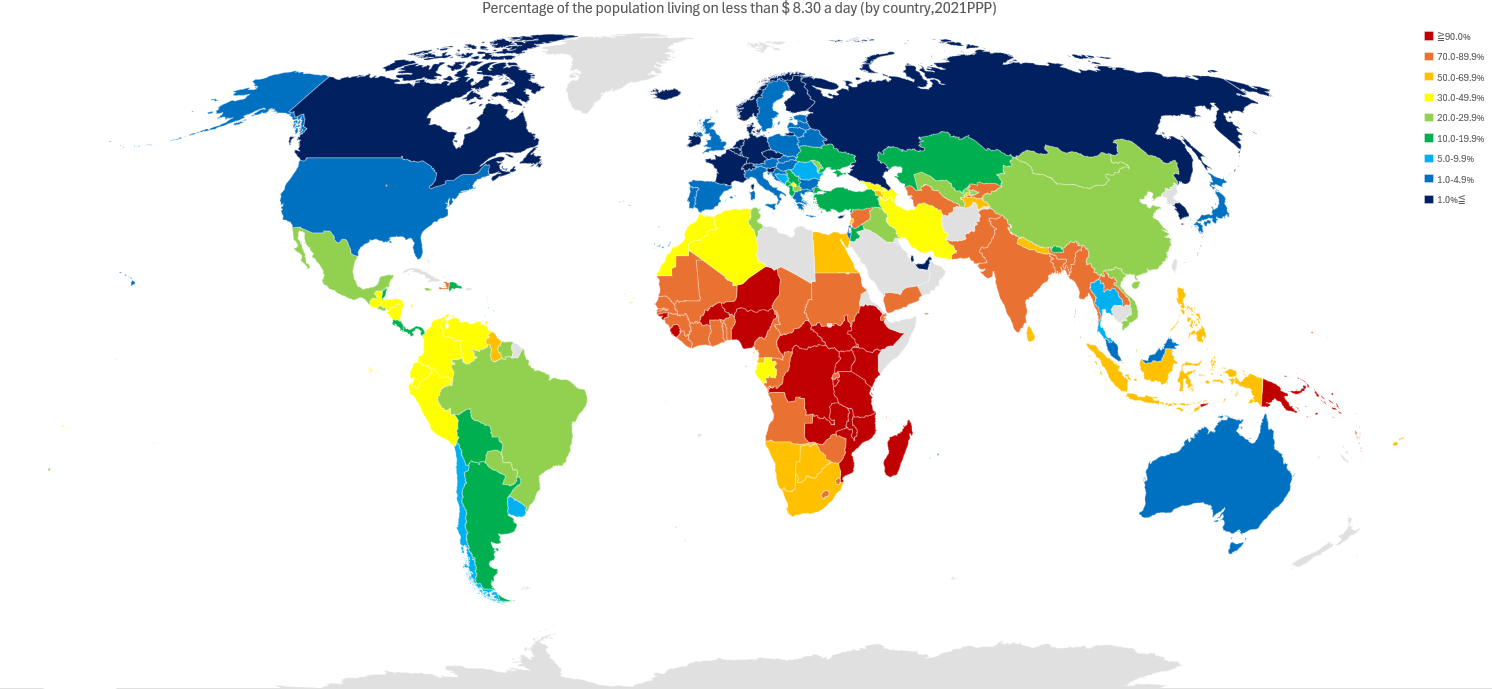
一日8.30ドル未満（2021年アメリカドルPPPベース）で生活する人口の割合（世界銀行の統計データより）

貧困線（ひんこんせん、英: poverty line、poverty threshold）は、イギリスのシーボーム・ラウントリーによって導き出された、統計上、生活に必要な物を購入できる最低限の収入を表す指標。
それ以下の収入では、一家の生活が支えられないことを意味する。貧困線上にある世帯や個人は、娯楽や嗜好品に振り分けられる収入が存在しない。

## 概要
貧困線は、社会学や経済学の指標であり、貧困状態にある住民を減らすため、必要な社会政策を決定するのに有効である。貧困線以下にある住民が多い社会は、最低限の生活を送る必要があるため、経済発展が阻害される。このため、近代的な国家の目標は、社会の全ての構成員を貧困線を上回る収入を生活保障や雇用保険の失業等給付を通して、保障することにある。
貧困線を計算する基本の手法は、1人の成人が1年間に最低限必要な物の購入費用を積み立てていく方法がとられる。「住環境に費やす費用が収入のもっとも大きな割合を占めることが多い」ことから、歴史的に経済学者は、物件価格や賃貸費用の変動に注目してきた。個人の年齢や家族構成により貧困線は上下する。多くの先進国では、娯楽や嗜好品なども貧困線を算出する際に加算している。これは「単に衣食住が満たされる状況は、貧困状態未満である」という認識を持つため。
ただ、貧困線は、厳密な指標ではなく、国や機関によって異なる。そのため、貧困線を若干上回る収入の層とやや下回る収入の層の間に、実際には大きな生活水準の差はない場合もある。世界貧困線は、現在は「2017年の購買力平価(PPP)が1人当たり1日2.15$以下の層」と設定されている。また、最初に世界貧困線を定めたのは、1990年の時である。世界銀行の研究者グループは、世界の貧困層の数を把握するため、世界最貧国の基準を用いた測定法を提案した。彼らは、当時の最貧国数カ国の国別貧困ラインを検証し、購買力平価（PPP）を用いてそれらを米ドルに換算し、その平均値を算出した結果、1人当たり約1ドル/日という数値を出した。2005年、当時の世界最貧国のうち15カ国の国別貧困ラインの平均を用いて国際貧困ラインの改定が行われ、この改定後の貧困ラインが、1人当たり1.25ドル/日という数値となった。そして2015年10月、国際貧困ラインを1.25ドル/日から1.90ドル/日に改定した。この改定は、物価の変動を反映させることで、より正確に貧困層の数を把握する目的で行われ、2011年に世界各国から新たに集められた物価データに基づいて設定された。更に、2022年9月に物価の変動を反映して、1.90ドル/日（2011年アメリカドルPPPベース）から2.15ドル/日（2017年アメリカドルPPPベース）に改定した。その後、2025年6月に3.00ドル/日（2021年アメリカドルPPPベース）に改定された。

## 絶対的貧困

### 基準
| 国名 | 食費  | 非食費 （住居費除く） | 住居費 | 貧困線 （PPPドル/日） | 絶対貧困率 （%） | 統計年 |
| --- | ----- | --------------------- | ------ | --------------------- | ---------------- | ------ |
| アフリカ |       |                       |        |                       |                  |        |
| ニジェール | 704   | 303                   | 62     | 2.93                  | 58.97            | 2021   |
| ジンバブエ | 575   | 200                   | 60     | 2.29                  | 36.20            | 2019   |
| ガンビア | 510   | 251                   | 77     | 2.30                  | 11.15            | 2020   |
| リベリア | 1,262 | 483                   | 99     | 5.05                  | 66.61            | 2016   |
| エジプト | 1,036 | 362                   | 131    | 4.19                  | 7.09             | 2021   |
| アルジェリア | 1,005 | 340                   | 116    | 4.00                  | 3.38             | 2011   |
| 中国及び東南アジア |       |                       |        |                       |                  |        |
| 中華人民共和国 | 685   | 512                   | 122    | 3.61                  | 0                | 2021   |
| タイ | 1,102 | 410                   | 403    | 5.25                  | 0.86             | 2023   |
| インドネシア | 1,111 | 450                   | 232    | 4.91                  | 31.43            | 2024   |
| ミャンマー | 1,015 | 807                   | 84     | 5.22                  | 47.04            | 2017   |
| ベトナム | 1,116 | 356                   | 227    | 4.65                  | 5.56             | 2022   |
| 南アジア |       |                       |        |                       |                  |        |
| インド | 606   | 289                   | 79     | 2.67                  | 2.93             | 2022   |
| バングラデシュ | 693   | 328                   | 54     | 2.95                  | 7.45             | 2022   |
| スリランカ | 938   | 188                   | 38     | 3.19                  | 3.79             | 2019   |
| 中東 |       |                       |        |                       |                  |        |
| トルコ | 622   | 350                   | 178    | 3.15                  | 0.59             | 2022   |
| 北米大陸 |       |                       |        |                       |                  |        |
| アメリカ合衆国 | 524   | 552                   | 975    | 5.62                  | 1.50             | 2023   |
| メキシコ | 522   | 204                   | 377    | 3.02                  | 2.42             | 2022   |
| ヨーロッパ |       |                       |        |                       |                  |        |
| リトアニア | 853   | 1,603                 | 89     | 6.97                  | 1.70             | 2022   |
| イギリス | 317   | 647                   | 958    | 5.27                  | 0.50             | 2021   |
| フランス | 512   | 564                   | 1,136  | 6.06                  | 0.19             | 2022   |
| 国名 | 食費  | 非食費 （住居費除く） | 住居費 | 貧困線 （PPPドル/日） | 絶対貧困率 （%） | 統計年 |
| - 食費：1日当たり2100カロリーで50gのタンパク質、34gの脂肪に加えて、鉄分・葉酸・チアミン・ナイアシン・ビタミンCとB12を十分に摂取した食事の場合を想定した費用 - 非食費（住居費以外）：気候や気温によって異なる衣料や光熱費は、寒冷地（サンクトペテルブルク,1907-1908年時の支出調査）と熱帯（ボンベイ,1921-1922年の支出調査）で最低限必要な数量を調査し、気温差に比例して最低限必要な数量を算出した費用である。 - 住居費は1人当たり3m2の狭さを基準とした家賃額 - 食費・非食費（住居費除く）・住居費は、ロバート・アレンにより算出された費用（2011年アメリカドルPPPベース）をそれぞれ2021年アメリカドルPPPベースに換算している。換算の際、OECDの「ODA受け取り国リスト」（2025年）で後発開発途上国（Least Developed Country）に分類される国々は約1.58倍に、低中所得国（Lower Middle Income Country）に分類される国々は約1.31倍、高中所得国（Upper Middle Income Country）及び記載されていない国々は約1.51倍で換算している。 - 貧困線は、ロバート・アレンにより算出されたそれぞれの生活費を上記に記載のように換算して合算し、365で割った値である。 - 絶対貧困率は、貧困線の少数2桁を0.05単位で切り上げた値未満で暮らしている人口の割合である（中国の場合、貧困線は1日3.61ドルで、絶対貧困率は1日3.65ドル未満で暮らす人の割合）。 |       |                       |        |                       |                  |        |

絶対的貧困（ぜったいてきひんこん）とは、食料・衣服・衛生・住居について最低限の要求基準により定義される貧困レベルである。1970年代に「人間の基本的必要の充足」を開発の目的であるとしたロバート・マクナマラ総裁時代の世界銀行で用いられはじめた概念で、低所得、栄養不良、不健康、教育の欠如など人間らしい生活から程遠い状態を指す。この指標は絶対的なものであるため、各々の国家・文化・科学技術水準などに関係なく、同じレベルでなければならないとされている。こういった絶対的指標は、各個人の購買力だけに着目すべきであり、所得分布などの変化からは独立していなければならない。
絶対的貧困を示す具体的な指標は国や機関によって多様であるが、2000年代初頭には、1人あたり年間所得370ドル以下とする世界銀行の定義や、40歳未満死亡率と医療サービスや安全な水へのアクセス率、5歳未満の低体重児比率、成人非識字率などを組み合わせた指標で貧困を測定する国際連合開発計画の定義などが代表的なものとされている。国連ミレニアム宣言により制定された『ミレニアム開発目標』ではこうした世界の絶対的貧困率を2015年までに半減させることが明記された。
世界銀行は、2013年4月に開催されたIMFとの合同総会で、2030年までに極度の貧困（2005年基準の米ドル購買平価[PPP]ベースで1日1.25ドル未満）で生活する人の割合を2030年までに3%まで減らし、所得の下位40％の人々の所得を引き上げ繁栄を共有するという2つの目標を掲げた。更に、2015年10月に国際貧困ラインを2011年の購買力平価（PPP）に基づき1日1.90ドルと設定、これは年換算で365日693.5ドル・366日695.4ドル（2015年10月以前は2008年に2005年の購買力平価に基づき設定された1日1.25ドルと設定されていた、これは年換算で365日456.25ドル・366日457.5ドル）。その後、2022年9月に国際貧困ラインを2017年の購買力平価（PPP）に基づき1日2.15ドルと設定（年換算で365日784.75ドル・366日786.9ドル）した。
このように絶対的貧困は、一定の指標を定め、その基準に沿って一律に定義される。しかしながら、こうした貧困の定義に対しては、何が必要かをめぐる社会的・文化的個別性や、ニーズを充足する手段の獲得における社会内部での階層化（たとえばピーター・タウンゼントが相対的剥奪という語で示そうとした状況）、そしてまた貧困状況をもたらす社会構造に対する批判的視点も必要ではないかとの批判も存在する。
また、別の批判の１つに、貧しさとは、場所によって生存に必要最低限の条件が変わること、そしてこれを満たさない状態を絶対的貧困であるとの見解をロバート・アレンが示している。
そのため、ロバート・アレンは、国によって異なる気候や食生活を反映させた貧困線を定義した。そして、食費と住居費・衣料や光熱費などの食費以外を合算した必要最低限の費用を貧困線とした。
その結果、右の表より、それぞれの国で異なる貧困線が出てきた。この表では、大半の国の貧困線が、世界銀行が定める1日2.15ドル（2017年アメリカドルPPP）を超えている。そして、アメリカとヨーロッパ諸国以外、食費の比重が多く、逆にアメリカ・イギリス・フランスの先進諸国3国は、住居費の比重が重かった。またアレンの計算によれば、低所得国貧困層の消費は最低限の要件を満たす支出内容に似る一方、高所得者の消費は肉類や動物性脂肪が多く、差が大きい。
そして、世界の絶対的貧困人口はロバート・アレンが算出した貧困線の方が、2011年アメリカドルPPPベースであるが世界銀行の貧困線を使うよりも約5割多くなった。

### 世界

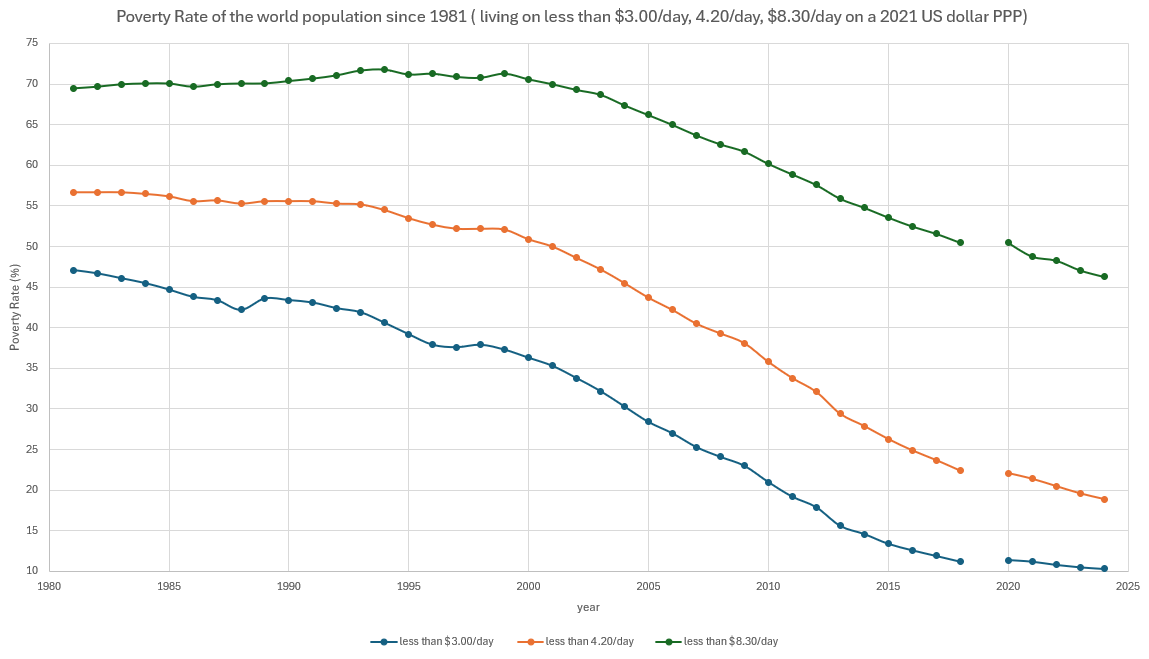
世界における1日3.00ドル未満・4.20ドル未満・8.30ドル未満（2021年米ドル基準）の貧困人口割合（世界銀行,1981–2022）

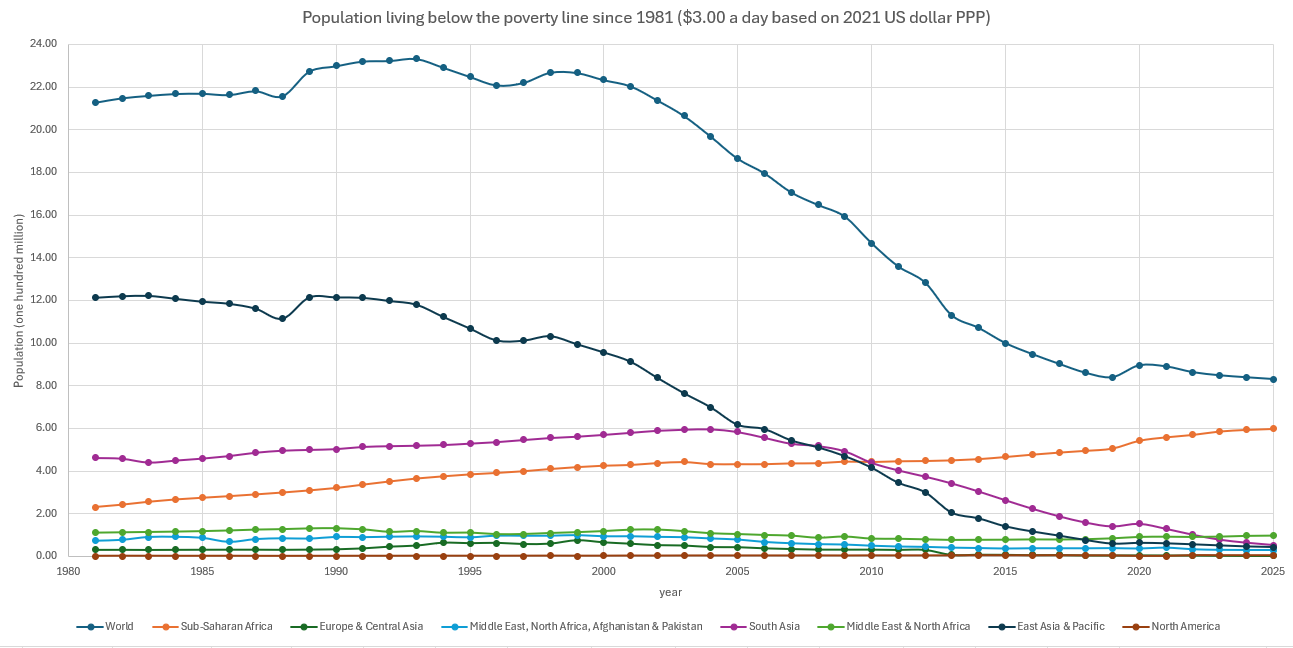
世界における1日3.00ドル未満（2021年米ドルPPPベース）の貧困人口（世界銀行,1981–2023）

| 年   | 3.00ドル 未満 （%） | 4.20ドル 未満 （%） | 8.30ドル 未満 （%） |
| ---- | ------------------- | ------------------- | ------------------- |
| 1981 | 47.4                | 57.0                | 69.7                |
| 1982 | 47.0                | 57.0                | 69.9                |
| 1983 | 46.4                | 57.0                | 70.2                |
| 1984 | 45.7                | 56.8                | 70.3                |
| 1985 | 45.0                | 56.5                | 70.3                |
| 1986 | 44.0                | 55.9                | 69.9                |
| 1987 | 43.6                | 56.0                | 70.2                |
| 1988 | 42.3                | 55.5                | 70.3                |
| 1989 | 43.9                | 55.9                | 70.3                |
| 1990 | 43.6                | 55.9                | 70.6                |
| 1991 | 43.3                | 55.9                | 70.9                |
| 1992 | 42.6                | 55.6                | 71.3                |
| 1993 | 42.2                | 55.4                | 71.9                |
| 1994 | 40.8                | 54.8                | 72.0                |
| 1995 | 39.3                | 53.7                | 71.3                |
| 1996 | 38.0                | 52.9                | 71.4                |
| 1997 | 37.6                | 52.3                | 71.0                |
| 1998 | 37.8                | 52.2                | 70.8                |
| 1999 | 37.3                | 52.1                | 71.4                |
| 2000 | 36.3                | 51.0                | 70.7                |
| 2001 | 35.3                | 50.0                | 70.1                |
| 2002 | 33.8                | 48.7                | 69.4                |
| 2003 | 32.3                | 47.4                | 68.8                |
| 2004 | 30.4                | 45.6                | 67.6                |
| 2005 | 28.4                | 43.8                | 66.4                |
| 2006 | 27.0                | 42.3                | 65.1                |
| 2007 | 25.3                | 40.6                | 63.8                |
| 2008 | 24.2                | 39.3                | 62.6                |
| 2009 | 23.1                | 38.1                | 61.8                |
| 2010 | 21.0                | 35.9                | 60.3                |
| 2011 | 19.1                | 33.8                | 58.9                |
| 2012 | 17.9                | 32.1                | 57.7                |
| 2013 | 15.5                | 29.3                | 55.9                |
| 2014 | 14.4                | 27.8                | 54.7                |
| 2015 | 13.3                | 26.2                | 53.5                |
| 2016 | 12.5                | 24.8                | 52.5                |
| 2017 | 11.7                | 23.5                | 51.6                |
| 2018 | 11.1                | 22.2                | 50.4                |
| 2019 | 10.7                | 21.3                | 49.6                |
| 2020 | 11.2                | 21.9                | 50.4                |
| 2021 | 11.0                | 21.0                | 48.6                |
| 2022 | 10.5                | 20.1                | 48.0                |
| 2023 | 10.2                | 19.3                | 47.0                |
| 年   | 3.00ドル 未満 （%） | 4.20ドル 未満 （%） | 8.30ドル 未満 （%） |

| 年   | 世界人口 | 世界貧困層人口 | サブサハラアフリカ | ヨーロッパと中央アジア | ラテンアメリカとカリブ海地域 | 南アジア | アラブ世界 | 東アジアと大洋州 | その他 高所得国 |
| ---- | -------- | -------------- | ------------------ | ---------------------- | ---------------------------- | -------- | ---------- | ---------------- | --------------- |
| 1981 | 45.18    | 21.40          | 2.28               | 0.31                   | 0.75                         | 5.42     | 0.27       | 12.29            | 0.08            |
| 1982 | 46.01    | 21.61          | 2.39               | 0.31                   | 0.80                         | 5.40     | 0.27       | 12.36            | 0.08            |
| 1983 | 46.84    | 21.72          | 2.52               | 0.30                   | 0.94                         | 5.24     | 0.27       | 12.38            | 0.08            |
| 1984 | 47.68    | 21.81          | 2.63               | 0.31                   | 0.94                         | 5.35     | 0.26       | 12.24            | 0.08            |
| 1985 | 48.52    | 21.81          | 2.71               | 0.31                   | 0.90                         | 5.46     | 0.27       | 12.10            | 0.07            |
| 1986 | 49.39    | 21.74          | 2.78               | 0.31                   | 0.69                         | 5.60     | 0.28       | 12.00            | 0.07            |
| 1987 | 50.29    | 21.92          | 2.87               | 0.31                   | 0.83                         | 5.77     | 0.30       | 11.77            | 0.07            |
| 1988 | 51.19    | 21.68          | 2.95               | 0.31                   | 0.87                         | 5.89     | 0.30       | 11.29            | 0.06            |
| 1989 | 52.10    | 22.86          | 3.06               | 0.32                   | 0.85                         | 5.96     | 0.31       | 12.30            | 0.06            |
| 1990 | 52.99    | 23.12          | 3.17               | 0.33                   | 0.94                         | 6.02     | 0.29       | 12.31            | 0.06            |
| 1991 | 53.88    | 23.34          | 3.33               | 0.37                   | 0.92                         | 6.06     | 0.30       | 12.29            | 0.06            |
| 1992 | 54.77    | 23.36          | 3.48               | 0.45                   | 0.95                         | 6.00     | 0.28       | 12.14            | 0.06            |
| 1993 | 55.65    | 23.46          | 3.62               | 0.50                   | 0.96                         | 6.06     | 0.28       | 11.96            | 0.08            |
| 1994 | 56.51    | 23.03          | 3.73               | 0.63                   | 0.94                         | 6.01     | 0.27       | 11.37            | 0.07            |
| 1995 | 57.37    | 22.54          | 3.82               | 0.61                   | 0.91                         | 6.09     | 0.28       | 10.77            | 0.07            |
| 1996 | 58.23    | 22.12          | 3.89               | 0.62                   | 0.99                         | 6.10     | 0.26       | 10.20            | 0.07            |
| 1997 | 59.08    | 22.24          | 3.96               | 0.57                   | 0.99                         | 6.22     | 0.25       | 10.19            | 0.07            |
| 1998 | 59.94    | 22.67          | 4.06               | 0.59                   | 0.99                         | 6.37     | 0.23       | 10.37            | 0.06            |
| 1999 | 60.78    | 22.67          | 4.16               | 0.74                   | 1.02                         | 6.48     | 0.23       | 9.99             | 0.06            |
| 2000 | 61.62    | 22.34          | 4.24               | 0.64                   | 0.96                         | 6.62     | 0.21       | 9.60             | 0.06            |
| 2001 | 62.45    | 22.06          | 4.30               | 0.58                   | 0.96                         | 6.78     | 0.21       | 9.16             | 0.07            |
| 2002 | 63.28    | 21.40          | 4.39               | 0.52                   | 0.93                         | 6.90     | 0.20       | 8.39             | 0.07            |
| 2003 | 64.10    | 20.72          | 4.44               | 0.50                   | 0.92                         | 6.89     | 0.19       | 7.71             | 0.07            |
| 2004 | 64.93    | 19.73          | 4.35               | 0.43                   | 0.85                         | 6.82     | 0.18       | 7.04             | 0.06            |
| 2005 | 65.76    | 18.69          | 4.35               | 0.43                   | 0.81                         | 6.66     | 0.18       | 6.21             | 0.06            |
| 2006 | 66.60    | 18.00          | 4.35               | 0.38                   | 0.69                         | 6.34     | 0.17       | 6.01             | 0.06            |
| 2007 | 67.44    | 17.10          | 4.39               | 0.34                   | 0.63                         | 6.04     | 0.17       | 5.47             | 0.06            |
| 2008 | 68.30    | 16.50          | 4.39               | 0.32                   | 0.58                         | 5.83     | 0.17       | 5.14             | 0.06            |
| 2009 | 69.16    | 15.95          | 4.46               | 0.32                   | 0.56                         | 5.66     | 0.16       | 4.73             | 0.07            |
| 2010 | 70.01    | 14.70          | 4.44               | 0.32                   | 0.51                         | 5.04     | 0.14       | 4.18             | 0.07            |
| 2011 | 70.86    | 13.57          | 4.47               | 0.30                   | 0.47                         | 4.66     | 0.15       | 3.46             | 0.06            |
| 2012 | 71.76    | 12.82          | 4.48               | 0.31                   | 0.45                         | 4.34     | 0.15       | 3.01             | 0.08            |
| 2013 | 72.65    | 11.25          | 4.52               | 0.08                   | 0.41                         | 3.96     | 0.17       | 2.04             | 0.08            |
| 2014 | 73.54    | 10.62          | 4.55               | 0.09                   | 0.39                         | 3.54     | 0.20       | 1.77             | 0.08            |
| 2015 | 74.41    | 9.93           | 4.68               | 0.08                   | 0.38                         | 3.07     | 0.25       | 1.39             | 0.08            |
| 2016 | 75.29    | 9.40           | 4.80               | 0.07                   | 0.39                         | 2.62     | 0.30       | 1.15             | 0.08            |
| 2017 | 76.14    | 8.93           | 4.89               | 0.07                   | 0.39                         | 2.25     | 0.30       | 0.95             | 0.08            |
| 2018 | 76.96    | 8.51           | 4.98               | 0.05                   | 0.39                         | 1.97     | 0.31       | 0.74             | 0.07            |
| 2019 | 77.77    | 8.32           | 5.10               | 0.05                   | 0.39                         | 1.82     | 0.31       | 0.57             | 0.08            |
| 2020 | 78.56    | 8.82           | 5.40               | 0.06                   | 0.37                         | 1.95     | 0.36       | 0.61             | 0.06            |
| 2021 | 79.21    | 8.69           | 5.53               | 0.05                   | 0.42                         | 1.68     | 0.37       | 0.59             | 0.05            |
| 2022 | 79.90    | 8.38           | 5.59               | 0.05                   | 0.34                         | 1.42     | 0.37       | 0.54             | 0.08            |
| 2023 | 80.62    | 8.22           | 5.69               | 0.05                   | 0.31                         | 1.22     | 0.39       | 0.48             | 0.08            |
| 年   | 世界人口 | 世界貧困層人口 | サブサハラアフリカ | ヨーロッパと中央アジア | ラテンアメリカとカリブ海地域 | 南アジア | アラブ世界 | 東アジアと大洋州 | その他 高所得国 |

国際連合開発計画の委託を受けた2000年度『人間開発報告書』によると、1999年に1日1ドル以下（365日365ドル・366日366ドル、1993年基準の米ドル購買平価[PPP]ベース）で生活している絶対的貧困層は、1995年の10億人から12億人に増加しており、世界人口の約半分にあたる30億人は1日2ドル未満（365日730ドル・366日732ドル未満、1993年基準の米ドル購買平価[PPP]ベース）で暮らしていた。また、2021年基準の米ドル購買平価（PPP）ベースで見た場合、1999年の1日3.00ドル未満の絶対的貧困層は、22億6,705万人（世界人口の約37.30％）であり、貧困線の2倍にあたる1日6.00ドル未満の場合は、38億8.188万人（世界人口の約63.86％）であった。
そして、2015年7月6日に発表された「ミレニアム開発目標報告2015」によれば、極度の貧困は1995～2015年にかけて、大幅に減少した。1990年には開発途上国の人口の半数近くが1日1.25ドル未満（2005年アメリカドルPPPベース）で生活していたが、2015年にはその割合が14%まで低下し、約3分の1となった。世界全体では、1990年の19億人から2015年には8億3,600万人と半数以下に減少した。進展の多くは2000年以降に見られ、ミレニアム開発目標を達成することが出来た。
但し、極度の貧困率の世界的な低下の大部分を中国とインドが占めていること、更に人口が急増したため、「貧困者の数」そのものの減少は、はるかに小さい。2010年時点で世界には、約10億人の極度の貧困者がいた。中国とインドを無視すると、残りの開発途上国では、1990年から2010年までの間に貧困から脱却した人の数はわずか1億5,000万人程度であり、実際には、サハラ以南のアフリカの貧困者数は1990年から1億2,000万人増えていた。
貧困率（1日3.00ドル未満、2021年アメリカドルPPPベース）は、2023年時点で、8億2,174万人（世界人口の約10.19%）である。
貧困層の約69.3%(約5億6,928万人)がサブサハラ・アフリカ地域に集中しており、次いで約14.9%(約1億2,205万人)が南アジア地域に、また残りの15.4
％（約1億3,040万人）がそれ以外の地域に住んでいることになる。サブサハラ地域以外での貧困率の平均値は2023年で1.0％（ヨーロッパ及び中央アジア）から8.7％（中東・北アフリカ地域）に対し、サブサハラ・アフリカは約45.2％が貧困ライン以下となっており、地域別の貧困率において偏りがでている。特に中東・北アフリカ地域での極度の貧困率の増加が顕著となっている。
2023年において1日4.20ドル未満の場合は、15億5,233万人（世界人口の約19.3%）であり、サブサハラ・アフリカ地域は約7億9284万人(サブサハラ・アフリカ人口の約62.9％)、南アジアは約4億8,284万人(南アジア人口の約24.7％)であった。
1日8.30ドル未満の場合は、37億8,890万人（世界人口の約47.0%）であった。1日8.30ドル未満の貧困層は、サブサハラ・アフリカ地域は約11億1,312万人(サブサハラ・アフリカ人口の約88.3％)、南アジアは15億6,372万人(南アジア人口の約80.1％)であった。
なお、2023年9月13日に発表されたユニセフと世界銀行によって作成された「Global Trends in Child Monetary Poverty According to International Poverty Lines（国際貧困ラインでみる子どもの貧困の世界的動向）」によれば、2022年時点で18歳未満の未成年者の貧困層は推定で1日2.15ドル未満で約3億3,350万人（世界の同年齢層に占める割合：約15.8%）、1日3.65ドル未満の場合は約8億1,955万人（世界の同年齢層に占める割合：約38.92%）、1日6.85ドル未満の場合は約14億1,998万人（世界の同年齢層に占める割合：約67.44%）と、どの貧困層も世界全体に比べて高い結果となっている。
また、世界銀行で2022年11月23日に投稿された「Estimates of global poverty from WWII to the fall of the Berlin Wall（第二次世界大戦からベルリンの壁崩壊までの世界の貧困の推定）」によれば、世界の貧困率（1日2.15ドル未満、2017年アメリカドルPPPベース）は1950年で6割近くあり、1970年に50％を切るまで全世界人口の半数以上が極度の貧困状況にいた。
そして、2020年までに1960年代半ばのインドの経済混乱期（この時期に起きた干ばつや第二次印パ戦争、1966年に実施した通貨切り下げによるもの）、1970年代に起きた2度にわたる石油危機、冷戦終結に伴う混乱、1997年に起きたアジア通貨危機により増加することはあったが、緩やかな減少傾向であった。
その後、2014年以降の貧困削減のペースには以前に比べ減速が見られており、2021年アメリカドルPPPベースで見た場合、2013年から2015年にかけての年間貧困率の減少は2.2ポイントであった。更に、2019年コロナウイルス感染症流行による経済悪化を受けて2020年は、前述の出来事によって生じた増加率を上回り2019年の約10.7%から約11.2%へと増加し、1950年以降で冷戦終結に伴う混乱（1988年:42.3%→1989年:43.9%）に次いで世界の貧困を悪化させる負の出来事となった。
なお、世界銀行では2030年までに極度の貧困率（2017年アメリカドルPPPベースで1日2.15ドル未満）3%以下にすることを達成目標としているが、2019年コロナウイルス感染症による経済悪化やウクライナ問題による供給網混乱によって生じた食料やエネルギーの価格高騰により、その目標が達成困難の状況あるとして当時世界銀行グループ総裁であったデビット・マルパスが2022年10月5日に懸念を示している。
また、中東及び北アフリカ地域では、アラブの春による混乱によって起きたアラブの冬の影響（シリア内戦や2015年イエメン内戦、2020年10月23日に停戦した2014年リビア内戦等）を受けて、2021年アメリカドルPPPベースでアラブの春開始年である2010年の4.0%から2023年の約8.7%と2倍以上に増加している。

### OECD
世界銀行が公式に採用されているわけではないが、高所得国の貧困線を1日29.40ドル（2021年アメリカドルPPPベース）と算定している。
以下は、世界銀行のサイトより、一日30ドル未満で生活している人口割合を下表に示す。一日29.40ドルでなく30ドルにした理由は、単純に世界銀行のサイトで29.40ドルと選択できず、直近上位である30ドルにしたためである。
日本は、高所得OECD加盟国33カ国中12番目に高い国であり、G7加盟国の中で最も高い国である。また、1人当たり40,000ドル以上50,000ドル未満（2021年アメリカドルPPPベース）のOECD加盟諸国11カ国の中で、スロベニア・大韓民国・チェコ・スペインに次いで5番目に低く、中位に位置する。
傾向として、ヨーロッパ諸国は少ない傾向にある。
| 国 | 人口比率（％） | 1人当たり実質GDP | （一日30ドル×1年間）/ １人当たり実質GDP （％） | 統計年 |
| --- | -------------- | ---------------- | ---------------------------------------------- | ------ |
| オーストラリア | 12.74          | 57,450           | 19.06                                          | 2018年 |
| オーストリア | 12.74          | 65,661           | 16.68                                          | 2022年 |
| ベルギー | 6.99           | 62,744           | 17.45                                          | 2022年 |
| カナダ | 6.00           | 54,093           | 20.30                                          | 2020年 |
| チリ | 65.83          | 29,569           | 37.03                                          | 2022年 |
| コスタリカ | 66.22          | 26,973           | 40.71                                          | 2024年 |
| チェコ | 23.36          | 48,391           | 22.63                                          | 2022年 |
| デンマーク | 5.92           | 70,234           | 15.59                                          | 2022年 |
| エストニア | 37.6           | 43,690           | 25.06                                          | 2022年 |
| フィンランド | 7.93           | 57,068           | 19.19                                          | 2022年 |
| フランス | 13.51          | 53,692           | 20.39                                          | 2022年 |
| ドイツ | 8.67           | 60,343           | 18.20                                          | 2020年 |
| ギリシャ | 55.22          | 35,907           | 30.50                                          | 2022年 |
| ハンガリー | 52.48          | 40,657           | 26.93                                          | 2022年 |
| アイルランド | 12.75          | 124,489          | 8.80                                           | 2022年 |
| イタリア | 21.43          | 52,333           | 20.92                                          | 2022年 |
| イスラエル | 41.25          | 46,162           | 23.72                                          | 2021年 |
| 日本 | 28.25          | 42,992           | 25.54                                          | 2020年 |
| 大韓民国 | 16.24          | 48,420           | 22.61                                          | 2021年 |
| ラトビア | 46.18          | 37,681           | 29.06                                          | 2022年 |
| リトアニア | 35.82          | 46,651           | 23.47                                          | 2022年 |
| ルクセンブルク | 3.28           | 132,574          | 8.26                                           | 2022年 |
| オランダ | 5.65           | 68,574           | 15.97                                          | 2021年 |
| ノルウェー | 3.84           | 91,051           | 12.03                                          | 2022年 |
| ポーランド | 30.12          | 43,405           | 25.23                                          | 2022年 |
| ポルトガル | 44.78          | 41,071           | 26.66                                          | 2022年 |
| スロバキア | 68.28          | 38,624           | 28.35                                          | 2022年 |
| スロベニア | 11.36          | 47,064           | 23.27                                          | 2022年 |
| スペイン | 24.17          | 46,650           | 23.47                                          | 2022年 |
| スウェーデン | 13.10          | 63,215           | 17.32                                          | 2022年 |
| スイス | 6.00           | 81,001           | 13.52                                          | 2021年 |
| イギリス | 15.25          | 51,004           | 21.47                                          | 2021年 |
| アメリカ合衆国 | 13.75          | 74,159           | 14.77                                          | 2023年 |
| 非高所得OECD加盟国 |                |                  |                                                |        |
| コロンビア | 84.94          | 18,383           | 59.57                                          | 2023年 |
| メキシコ | 87.64          | 21,392           | 51.19                                          | 2022年 |
| トルコ | 70.58          | 32,748           | 33.44                                          | 2022年 |
| 非OECD加盟国 |                |                  |                                                |        |
| ブルガリア | 55.67          | 32,433           | 33.76                                          | 2022年 |
| ロシア | 47.71          | 38,638           | 28.34                                          | 2021年 |
| ルーマニア | 55.68          | 39,378           | 27.81                                          | 2022年 |
| 南アフリカ共和国 | 89.76          | 14,661           | 74.69                                          | 2014年 |
| 国 | 人口比率（％） | 1人当たり実質GDP | （一日30ドル×1年間）/ １人当たり実質GDP （％） | 統計年 |
| 注1：1人当たり実質GDPは、2021年アメリカドルPPPベースの統計年の値である。 注2：閏年の場合は、一日30ドル×366日＝10,980ドル。閏年以外は、一日30ドル×365日＝10,950ドル |                |                  |                                                |        |

### 日本
総務省の2019年全国家計構造調査（旧全国消費実態調査）（2021年8月31日発表）で、世帯人員総数1億1,586万9,561人を対象に、以下のような結果となった。
また、年間可処分所得とは、世帯員ごとの年間収入額から、年間の税額及び社会保険料を推計し、控除した所得である。そして、世帯員ごとに計算された年間可処分所得を合算し，世帯の年間可処分所得を計算した。 
更に、世帯当たり所得が同水準であっても世帯人員によって1人当たりの効用水準が異なることを考慮して、世帯の年間可処分所得を等価世帯人員で調整する。等価世帯人員（equivalent household member）とは世帯人員に等価弾性値（0～1の値をとる）を累乗したものである。なお、等価弾性値が0のときは世帯所得がそのまま各世帯員の効用（等価可処分所得=世帯員ごとに計算された年間可処分所得の合算）となり、1のときは1人当たりの所得が各世帯員の効用（等価可処分所得=世帯員ごとに計算された年間可処分所得の合算/世帯人員）となる。また、ここでの等価世帯人員の等価弾性値は0.5である。
そして、下記の「OECD基準」と「従来型算定」は、前者は従来の調査での「非消費支出」に「自動車税・軽自動車税・自動車重量税」、「企業年金・個人年金等の掛金」及び「親族や知人などへの仕送り額」を加えた所得額であり、後者はOECD基準でなく、従来の調査で産出された所得額である。
- 絶対的貧困世帯を対象として2019年の年間可処分所得の中位数（OECD基準）である269万円を基準値とした場合、中位数（実質値）50%未満世帯の平均所得は約90万6,000円、収入ギャップは67.358%であり、ジニ係数0.288であった。
  - 中位数（実質値）60%未満（161万4,000円未満）：世帯員分布16.967%
  - 中位数（実質値）50%未満（134万5,000円未満）：世帯員分布11.233%

- 2004年の年間可処分所得の中位数である308万3,104円（従来型算定）を基準値とした場合、中位数（実質値）50%未満（154万1,552円未満）世帯の平均所得は約101万1,000円、収入ギャップ68.833%、ジニ係数0.286となる。
  - 中位数（実質値）50%未満（154万1,552円未満）：世帯員分布13.733%

この調査では、相対的貧困の手法を流用して絶対的貧困ラインを模索する段階にとどまっており、絶対的貧困ラインと絶対的貧困率を確定するにはさらにその所得以下では生活が維持できないことを示す必要がある。
なお、世界銀行によれば、高所得国の貧困線は一日29.40ドル（2021年アメリカドルPPPベース、日本円換算で3,246.35円）であり、2020年の日本で、一日30ドル未満の人口比率は約28.25%であった。参考に、近隣諸国の一日30ドル未満の人口比率は、台湾は約19.50％（2021年）、韓国は約16.24%（2021年）、中国は約89.26%（2021年）である。

## 相対的貧困
相対的貧困（そうたいてきひんこん）の定義は、一定基準（貧困線）を下回る等価可処分所得しか得ていないことである。等価可処分所得とは、世帯の収入から税金・社会 保険料等を除いたいわゆる手取り収入である可処分所得を、世帯人員の平方根で割って調整した額をいう。通常、貧困線には 「等価可処分所得の中央値の50%」を用いる。人口に占める相対的貧困の割合を相対的貧困率という。なお、等価可処分所得には、預貯金や不動産等の資産は考慮されない。また、貧困線の基準値として「中央値の50%」を用いることについては科学的根拠に欠けるという批判もある。
実収入-非消費支出=可処分所得
可処分所得÷√世帯人員=等価処分所得
※等価弾性値=0.5（平方根）。現物給付、預貯金、資産は考慮しない。
絶対的貧困率と違い数学的な指標なので主観が入りにくいとされるが、国によって「貧困」のレベルが大きく異ってしまうという可能性を持つ。この為、先進国に住む人間が相対的貧困率の意味で「貧困」であっても、途上国に住む人間よりも高い生活水準をしているという場合と先進国においては物価も途上国より高く購買力平価を用いた計算をすると途上国よりも生活水準が低い場合が存在する。
国民生活基礎調査における相対的貧困率は、一定基準（貧困線）を下回る等価可処分所得しか得ていない者の割合をいう。
最新のデータであるOECDの2024年の統計によれば、相対的貧困率は下記の表となる。
総合で高い国は高い順に、南アフリカ共和国、コスタリカ、ブルガリアであり、逆に低い国は低い順に、アイスランド、チェコ、フィンランドである。
18歳未満で高い国は高い順に、南アフリカ共和国、コスタリカ、トルコであり、逆に低い国は低い順に、フィンランド、デンマーク、アイスランドである。
18 - 65歳で高い国は高い順に、南アフリカ共和国、コスタリカ、ルーマニアであり、逆に低い国は低い順に、チェコ、アイスランド、フィンランドである。
66歳以上で高い国は高い順に、韓国、ラトビア、エストニアであり、逆に低い国は低い順に、アイスランド、デンマーク、フランス・ノルウェーである。
なお、表には無いが、中国とインドの相対貧困率は、2011年時点で以下のようになっており、特に中国はどの年齢層も2011年のデータがあるOECD加盟諸国及びコスタリカ、ロシア、ブラジルの中で最も多かった。
- 中国：約28.8%（18歳未満：約33.1%　18～65歳：約26.0%　66歳以上：約39.0%）
- インド：約19.7%（18歳未満：約23.6%　18～65歳：約17.1%　66歳以上：約22.9%）

| 国               | 総合（%） | 18歳未満（%） | 18～65歳（%） | 66歳以上（%） | 統計年 |
| ---------------- | --------- | ------------- | ------------- | ------------- | ------ |
| オーストラリア   | 12.6      | 13.3          | 10.1          | 22.6          | 2020   |
| オーストリア     | 10        | 13            | 9.1           | 10.1          | 2021   |
| ベルギー         | 8.1       | 8.5           | 7.3           | 10.5          | 2021   |
| カナダ           | 8.6       | 7.3           | 8.1           | 12.1          | 2021   |
| スイス           | 9.9       | 11.4          | 7.2           | 18.8          | 2020   |
| コスタリカ       | 20.3      | 27.4          | 17.4          | 22.4          | 2022   |
| チェコ           | 5.6       | 7.1           | 4.3           | 8.2           | 2021   |
| ドイツ           | 10.9      | 11.7          | 10.7          | 11            | 2020   |
| デンマーク       | 6.5       | 4.8           | 7.7           | 4.3           | 2019   |
| スペイン         | 14.7      | 20.9          | 13.8          | 11.6          | 2021   |
| エストニア       | 14.9      | 8.7           | 11.1          | 34.5          | 2021   |
| フィンランド     | 5.7       | 2.4           | 6.3           | 6.9           | 2021   |
| フランス         | 8.4       | 11.7          | 8.5           | 4.4           | 2021   |
| イギリス         | 11.2      | 11.9          | 10.4          | 13.1          | 2021   |
| ギリシャ         | 11.5      | 14.4          | 12.2          | 7.2           | 2021   |
| ハンガリー       | 9.2       | 8.4           | 8.4           | 13.2          | 2021   |
| アイスランド     | 4.9       | 5.4           | 5             | 3.1           | 2017   |
| アイルランド     | 7.4       | 8             | 7             | 7.4           | 2021   |
| イスラエル       | 17.3      | 22            | 14.3          | 18.9          | 2020   |
| イタリア         | 14.2      | 18            | 14.2          | 11.3          | 2021   |
| 日本             | 15.7      | 14            | 13            | 20            | 2018   |
| 大韓民国         | 15.3      | 9.8           | 10.6          | 40.4          | 2021   |
| リトアニア       | 15.4      | 14.9          | 11.6          | 28.7          | 2021   |
| ルクセンブルク   | 10.5      | 15.3          | 10            | 5.2           | 2021   |
| ラトビア         | 16.9      | 10.6          | 13.2          | 35            | 2021   |
| メキシコ         | 16.6      | 19.9          | 14.7          | 19.8          | 2020   |
| オランダ         | 8.3       | 10.4          | 8.3           | 5.9           | 2021   |
| ノルウェー       | 8.4       | 7.6           | 9.7           | 4.4           | 2021   |
| ニュージーランド | 12.4      | 14.8          | 10.5          | 16.8          | 2020   |
| ポーランド       | 9.8       | 7.4           | 9.7           | 12.8          | 2021   |
| ポルトガル       | 10.6      | 13.1          | 9.8           | 10.7          | 2021   |
| スロバキア       | 7.8       | 12.4          | 6.9           | 6.6           | 2021   |
| スロベニア       | 7.4       | 5.6           | 6.4           | 13            | 2021   |
| スウェーデン     | 8.8       | 8.8           | 8.5           | 9.4           | 2021   |
| トルコ           | 15        | 22.4          | 11.9          | 13.7          | 2020   |
| アメリカ合衆国   | 15.1      | 13.7          | 13.7          | 22.8          | 2022   |
| ブルガリア       | 17.6      | 20.9          | 12.3          | 31.1          | 2021   |
| チリ             | 16.5      | 21.5          | 14.5          | 17.6          | 2022   |
| クロアチア       | 12.7      | 9.4           | 8.9           | 26.7          | 2021   |
| ルーマニア       | 17        | 21            | 15.1          | 19.9          | 2021   |
| ロシア           | 11.5      | 17.9          | 9.5           | 12            | 2017   |
| 南アフリカ共和国 | 27.7      | 35            | 23.8          | 22.1          | 2017   |
| 国               | 総合（%） | 18歳未満（%） | 18～65歳（%） | 66歳以上（%） | 統計年 |

### 日本
日本の貧困率について表した最新のデータであるOECDの2023年の統計によれば、日本の相対的貧困率（2018年）は、同じ年の2018年に調査されたOECD諸国35カ国（2018年以後に加盟したリトアニア・コスタリカ含む）の中での立ち位置は以下のようになっている。
総合:15.7％であり、メキシコ（15.9%）に次いで8番目に相対的貧困が高い。
18歳未満：14.0％であり、ニュージーランド（14.9%）に次いで、11番目に相対的貧困が高い。
18～65歳:13.0％であり、ラトビアとギリシャ（13.1%）に次いで、8番目に相対的貧困が高い。
66歳以上:20.0％であり、イスラエル（20.6%）に次いで、12番目に相対的貧困が高い。
また、66歳以上の多くが受け取る年金に関しては、退職後の年金の代替率は37％と4割を切っており、全キャリアを通じた任意加入の年金を合わせた場合は、62％になるものの、45歳からの加入だとその上昇幅は大きく狭まってしまう。一般的な雇用労働者の年金制度の対象外であることから、自営業者は年金の拠出額も受給額も低い。OECDの推定では、受給額は正規雇用労働者の約3分の1で、OECD諸国の中でメキシコに次ぎ2番目に低い。
更に貧困率の低い国を見てみると、西欧諸国の大半が10％以下の国であり、2018年の総合で35か国中もっとも低いチェコの6.1％とデンマークの6.4％を筆頭に、貧困率が低い。

#### 国民生活基礎調査による相対的貧困率
日本の相対的貧困率は、以下の表より2021年の時点で15.4％であり、1985年以降、3年ごとの調査の中で2015年以前は旧基準の貧困率であるが、6番目に高い数値となっている。
| 相対的貧困率（ ％ ） | 1985年 | 1988年 | 1991年 | 1994年 | 1997年 | 2000年 | 2003年 | 2006年 | 2009年 | 2012年 | 2015年 | 2018年 | 2018年 (新基準) | 2021年 (新基準) |
| --- | ------ | ------ | ------ | ------ | ------ | ------ | ------ | ------ | ------ | ------ | ------ | ------ | --------------- | --------------- |
| 全体 | 12.0   | 13.2   | 13.5   | 13.8   | 14.6   | 15.3   | 14.9   | 15.7   | 16.0   | 16.1   | 15.7   | 15.4   | 15.7            | 15.4            |
| 子どもの 貧困率 | 10.9   | 12.9   | 12.8   | 12.2   | 13.4   | 14.4   | 13.7   | 14.2   | 15.7   | 16.3   | 13.9   | 13.5   | 14.0            | 11.5            |
| 子どもがいる現役世帯 | 10.3   | 11.9   | 11.6   | 11.3   | 12.2   | 13.0   | 12.5   | 12.2   | 14.6   | 15.1   | 12.9   | 12.6   | 13.1            | 10.6            |
| 子どもがいる現役世帯 [大人が1人] | 54.5   | 51.4   | 50.1   | 53.5   | 63.1   | 58.2   | 58.7   | 54.3   | 50.8   | 54.6   | 50.8   | 48.1   | 48.3            | 44.5            |
| 子どもがいる現役世帯 [大人が2人以上] | 9.6    | 11.1   | 10.7   | 10.2   | 10.8   | 11.5   | 10.5   | 10.2   | 12.7   | 12.4   | 10.7   | 10.7   | 11.2            | 8.6             |
| 中 央 値 ( 万円 ) | 216    | 227    | 270    | 289    | 297    | 274    | 260    | 254    | 250    | 244    | 244    | 253    | 248             | 254             |
| 貧 困 線 ( 万円 ) | 108    | 114    | 135    | 144    | 149    | 137    | 130    | 127    | 125    | 122    | 122    | 127    | 124             | 127             |
| - 注 - 世帯とは、住居と生計を共にしている人々の集まりをいう。 - 大人とは18歳以上の者、子どもとは17歳以下の者をいい、現役世帯とは世帯主が18歳以上65歳未満の世帯をいう。 - 等価可処分所得金額不詳の世帯員は除く。 - 1994年の数値は、兵庫県を除いたものである。 - 2015年の数値は、熊本県を除いたものである。 |        |        |        |        |        |        |        |        |        |        |        |        |                 |                 |

2023年7月4日発表の厚生労働省による国民生活基礎調査では、日本の2021年の等価可処分所得の中央値名目値254万円の半分名目値127万円未満の等価処分所得の世帯が、相対的貧困率の対象となる。
2018年調査以降はOECDの基準に合わせて、従来の調査での「非消費支出」に「自動車税・軽自動車税・自動車重量税」、「企業年金・個人年金等の掛金」及び「親族や知人などへの仕送り額」を加えた新基準として貧困率を算出している。各名目値は、単身者では可処分所得が約127万円未満、2人世帯では約179.6万円未満、3人世帯では約220万円未満、4人世帯では約254万円未満に相当する。
1年の総労働時間を法定労働時間2096時間～2080時間とすれば、上記の可処分所得（「実収入」から「非消費支出」を差し引いた額で，いわゆる手取り収入。賃金などの就労所得、資産運用や貯蓄利子などの財産所得、親族や知人などからの仕送り等等。公的年金、生活保護、失業給付金、児童扶養手当てなどその他の現金給付を算入する。）に産労総合研究所が算出した2024年の負担修正係数（1.357）を乗じた実収入（一般に言われる税込み収入。世帯員全員の現金収入を合計したもの。）に達する時給は世帯ごとに以下の通りの時給額となっている。
・1人世帯は、約822円～829円以上となり最低賃金水準を下回る。
・2人世帯では時給約1,163円～1,172円以上
・3人世帯では時給約1,424円～1,435円以上
・4人世帯では時給約1,644円～1,657円以上
※現物給付（保険、医療、介護サービス等）、資産の多寡については考慮していない。
子どもの貧困率は11.5％、子供がいる現役世帯の貧困率が10.6％。貧困率は子供がいる現役世帯のうち大人が一人44.5％、大人が二人以上の貧困率が8.6％となっている。なお、2021年は2015年以前は旧基準の貧困率であるが、大人がいる現役世帯（世帯主18歳以上65歳未満）において、1985年以降最小値となっている。子どもの貧困率が2012年調査をピークに減少したことについては、社会保障によるものではなく低所得層の賃金が共働きや人手不足を背景とした所得増加によることが主因となっている。なお、2019年コロナウイルス感染症対策に伴う給付金による影響は限定的である

#### 全国家計構造調査（旧全国消費実態調査）（総務省）による相対的貧困率
総務省の2019年全国家計構造調査（旧全国消費実態調査）の年間収入・資産分布等に関する結果 [分布指標]（2021年8月31日発表）で、世帯人員総数1億1,586万9,561人を対象に、以下のような結果となった。
2019年（令和元年）の貧困線は、下記の表より、等価可処分所得の中央値279.1	万円(新基準は、269.0万円)の半分の額139.6万円（新基準は、134.5万円）となっており，相対的貧困率（貧困線に満たない世帯人員の割合）は10.9％（新基準は、11.2%）となり、前回2014年調査結果の9.9％から1.0ポイント上昇している。
また、子どもの相対的貧困率（18歳未満）は、貧困線（約139.6万円）を用いて場合は10.1％（新基準は、10.3%）となり、前回2014年調査結果の7.9％から2.2ポイント上昇している。
注）世帯主の年齢階級別及び世帯類型別の相対的貧困率は、前者は表7-13から、後者は7-17の再掲値から出している。そのため、結果の概要に記載されている数値とは異なる。そして、OECDの基準に合わせた新基準において、従来の調査での「非消費支出」に「自動車税・軽自動車税・自動車重量税」、「企業年金・個人年金等の掛金」及び「親族や知人などへの仕送り額」を加えた上で、貧困率を算出している。
| 相対的貧困率（%）            | 1999年 | 2004年 | 2009年 | 2014年 | 2019年 | 2019年 (新基準) |
| ---------------------------- | ------ | ------ | ------ | ------ | ------ | --------------- |
| 全体                         | 9.1    | 9.5    | 10.1   | 9.9    | 10.9   | 11.2            |
| 子どもの相対的貧困率         | 9.2    | 9.7    | 9.9    | 7.9    | 10.1   | 10.3            |
| 世帯主の年齢階級別           |        |        |        |        |        |                 |
| 30歳未満                     | 15.2   | 15.7   | 15.6   | 12     | 11.3   | 12.2            |
| 30～49歳                     | 7.1    | 7.2    | 7.7    | 6.6    | 8.0    | 8.3             |
| 50～64歳                     | 7.7    | 8.4    | 9.6    | 9.5    | 9.1    | 9.5             |
| 65歳以上                     | 15     | 14.1   | 13.7   | 13.6   | 14.8   | 15.2            |
| 世帯類型別                   |        |        |        |        |        |                 |
| 単身                         | 21.5   | 19.6   | 21.6   | 21     | 19.9   | 20.8            |
| 大人１人と子供               | 62.7   | 59     | 62     | 47.7   | 53.8   | 53.3            |
| ２人以上の大人のみ           | 7.2    | 7.9    | 8.3    | 8.9    | 9.4    | 9.8             |
| 大人２人以上と子供           | 7.5    | 7.8    | 7.5    | 6.6    | 7.3    | 7.5             |
| 中央値（万円）               | 312    | 290    | 270    | 263    | 279.1  | 269.0           |
| 貧困線（中央値÷２） （万円） | 156    | 145    | 135    | 132    | 139.6  | 134.5           |

前項の国民生活基礎調査の相対的貧困率と違う値を示す理由は、①回収率、②調査系統、③対象母集団、 ④標本の復元・補正方法の違いといった統計技術的な点が影響している可能性があることと、両調査における貧困線の水準に大きな違いがない中、150万円未満の所得で生活する65歳未満の2以人以上世帯の割合の違いなどが貧困率の差につながっている可能性が考えられる。

#### 貧困の要因
山形大学の戸室健作は人文学部研究年報第13号で2012年の都道府県別の貧困率、ワーキングプア率、子どもの貧困率、捕捉率を算出した。
日本は、かつての調査では北欧諸国並みの水準で「一億総中流」と言われたが、1980年代半ばから2000年にかけて貧富格差が拡大し相対的貧困が増大した。
なお、ジニ係数と相対的貧困率は定義が異なるので一概に比較は出来ないが、単身世帯を含めたすべての世帯における年間可処分所得（等価可処分所得）のジニ係数で国内格差をみると日本はアメリカ・イギリス・オーストラリア・カナダの英語圏諸国より格差が小さく、フランス・ドイツとほぼ同程度の格差であった。
相対的貧困率は、1980年代半ばから上昇している。この上昇には、預貯金や不動産を所有しつつも収入は年金しかない「高齢化」や「単身世帯の増加」、そして1990年代からの「勤労者層の格差拡大」が影響を与えている。「勤労者層の格差拡大」を詳しくみると、正規労働者における格差が拡大していない一方で、正規労働者に比べ賃金が低い非正規労働者が増加、また非正規労働者間の格差が拡大しており、これが「勤労者層の格差拡大」の主要因といえる。
経済学者の大竹文雄は、日本で相対的貧困率が高くなっている要因として、1）不況、2）技術革新、3）グローバル化、4）高齢化、5）離婚率の上昇を挙げている。

## 国民貧困線

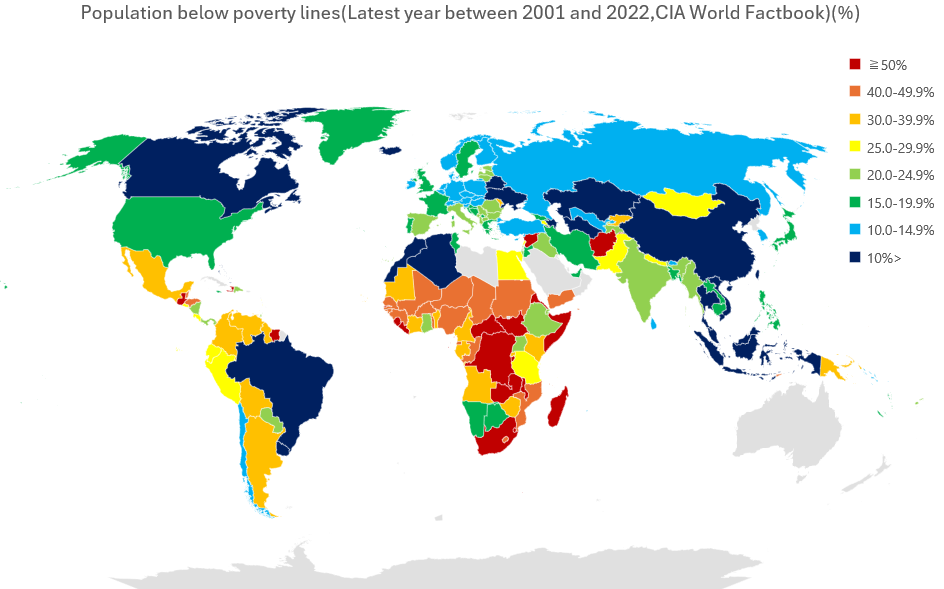
各国家について、国民貧困線以下の人口の割合（CIA World Factbookによる）

各国家の国民貧困線は、世帯調査に基づいて人口加重したものによって作成されている。そのため国家間で定義は異なるため、その数字を国家間で比較することはできない。例えば豊かな国では貧しい国よりも、貧困の基準がより寛大になっている。
実際に、中国は高中所得国の貧困ラインである1日6.85ドル未満（2017年アメリカドルPPPベース）の人口の割合が2021年で約17.03%となっているが、国民貧困線以下で見た場合は0%となっている。

### 米国

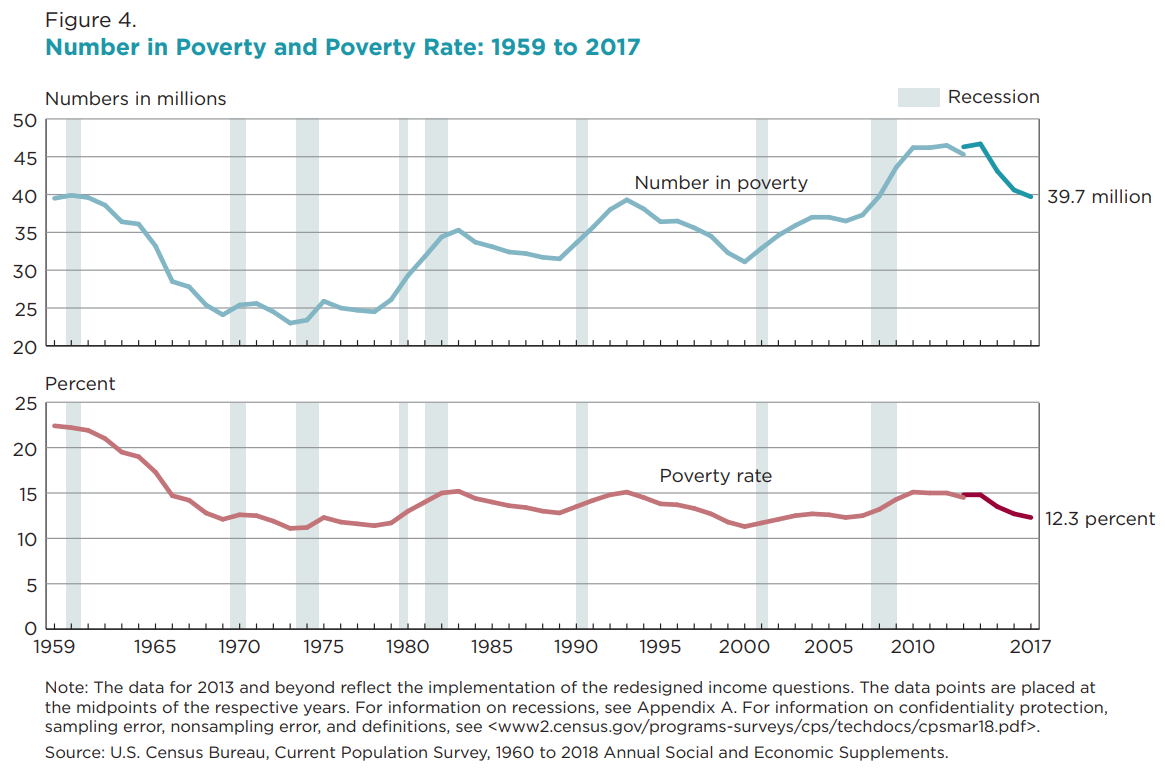
アメリカの貧困人口と貧困率の推移：1959年～2017年

2023年の米国では、65歳未満を対象とした貧困線は年収15,852ドル(65歳以上は、14,614ドル)、4人家族で18歳未満の子供が2人の世帯では年収30,900ドルであった。
アメリカ合衆国国勢調査局は、2024年9月に、2023年の国民貧困線は約11.1%（約3,679.0万人）であると発表した。2019年コロナウイルス感染症流行の影響による経済悪化により、1959年以降貧困層の割合が最少となった2019年の約10.5%（約3,398.4万人）から約0.6%増加する結果となった。
2023年の貧困率の内訳は、
- 年齢別

18歳未満：約15.3%（1,102.0万人）
18～64歳：約10.0%（2,000.0万人）
65歳以上：約9.7%（576.8万人）
- 男女別

男性：約10.2%（1,672.0万人 ）　女性：約11.9%（2,007.0万人）
- 人種別

白人（非ヒスパニック）：約7.7%（1,489.0万人）　ヒスパニック：約16.6％（1,089.0万人）
黒人：約17.9％（802.0万人）　アジア系：約9.1%（197.5万人）
- 学歴別（25歳以上）

全体：約9.5%（2,175.0万人） 高卒未満：約25.1%（493.4万人）　高卒：約13.1％（837.4万人）
大学中退もしくは大学学科履修中：約8.5%（484.6万人） 　大卒以上：約4.0％（359.8万人）
- 障害の有無（18歳以上65歳未満）

全体：約10.0%（2,000.0万人） 障害有：約22.3%（368.1万人） 障害無：約8.9%（1,627.0万人）
- 出身国

アメリカ：約10.5%(2,953.0万人)　外国（帰化）：約9.2%（229.7万人）　外国（末帰化）：約18.8%（496.0万人）
- 両親の有無

両親がいる世帯：約4.6%（288.3万人）　片親（母）世帯：約21.8%（330.2万人）　片親（父）世帯：約11.4%（82.5万人）
- 就労有無

全体（18歳以上65歳未満）:約10.0%(2,000.0万人) 　就労有(週労働35時間以上かつ年間50週以上):約1.8%(207.7万人)
就労有(週労働35時間未満又は年間50週未満):約11.7%(497.8万人)　　就労無:約29.7%（1,295.0万人）
である。
また、貧困線より半分以下が約5.2%（1,717.0万人）、1.25倍までの人を含めると約14.7％ （4,894.0万人）、1.5倍までの人を含めると約18.7%（6,213.0万人）、2.0倍の人を含めると約26.9%（8,921.0万人）である。
特に黒人やヒスパニックの貧困層は貧困線の2倍含めた場合は前者で約38.9%（1,746.0万人）、後者で約40.2%（2,627.0万人）となり、非ヒスパニック系白人(約20.1%、3,867.0万人)やアジア系（約20.9%、456.5万人）と比べて、約2倍の割合となる。
貧困線とは別に、2022年の子供が2人いる4人家族のアメリカ全体平均での生活賃金は、25.02ドルである。年収に換算した場合、貧困線の約3.5倍に当たる104,077.70ドルであった。また、この金額は大人が年間2,080時間働いている場合の時給額である。そして子供は、1人目は4才、3人目は9才、3人目は15歳の場合を想定している。
また、大都市圏の中で全米一生活費が高いサンノゼ市の場合は、2024年で成人1人が生活するには時給32.87ドルを必要とし、子供2人を持つ成人2人（両方とも働いている）の家庭では時給40.21ドルを必要だとしている。

### 英国

#### 最低所得水準以下の貧困層の割合
2023年の英国の最低所得基準は、単身者は年収29,500ポンド、4人家族で子供（2～4才の子供と小学生）が2人の片方働いている世帯では年収50,000ポンド、3人家族で子供（2～4才の子供と小学生）2人の子供の片親世帯では43,400ポンドである。
EU離脱による国外からの食品輸入のための手続き費用の価格転嫁と移民受け入れ厳格化による労働力不足や2019年コロナウイルス感染症によって生じた行動制限緩和による経済活動の再開やロシアによるウクライナ侵攻の影響によるイギリス国内の燃料や食料の価格上昇によって、2020年に比べて最低所得基準額が約1.5～約1.8倍増加している・
2020年度の英国の最低所得基準［2020年の場合は、単身者は19,100ポンド、4人家族で子供（4～7歳）が2人の片方働いている世帯では30,600ポンド、3人家族で子供（4～7歳）が2人の世帯では24,400ポンド］を下回る層は29.1％（約19.2百万人）である。
また、最低所得基準は、一般市民からの意見聴取を元に、必要最低限の生活水準に要する財・サービス等の構成やその費用を見るもので、これに基づいて、多様な家族構成毎に想定される生計費を算出し、人口比の加重平均により求められる平均的な生計費から、時間当たりの生活賃金額が設定される。算出する際、単身・カップルの別や、子供の数・年齢などにより17タイプの家族構成が想定され、それぞれについて、消費支出、住宅の賃料、カウンシル税（住宅用財産にかかるイギリスの地方税）、交通費、託児費用を算出する。なお、成人の構成員が週37時間のフルタイム労働に従事していることが前提とされる。
最低所得基準以下の貧困層の内訳は
- 年齢別　18歳未満：40.0％（約5.7百万人）　18～64歳：29.2％（約11.7百万人）　65歳以上：15.4％（1.8百万人）
- 世帯別(値は2019年度)[63]　18歳未満の子供がいる片親世帯：71.4％（約2.2百万人）、18歳未満の子供がいるカップル世帯：30.7％（約3.3百万人）、夫婦世帯：32.1％（約4.5百万人）、子供のいない単身世帯(18～64歳)：32.1%（4.0百万人）、子供のいないカップル世帯：15.7％（2.1百万人）、単身世帯（65歳以上）：27.1％（約1.2百万人）、カップル世帯(65歳以上)：11.9％（0.9百万人）

である。なお、最低所得基準未満貧困層の割合はは2019年度（約27.7%）から2020年度（約29.1%）にかけて増加したが、最低所得基準が75%未満であった貧困層の割合は、2019年コロナウイルス雇用維持スキーム（Coronavirus Job Retention Scheme）やユニバーサル・クレジットや勤労者タックスクレジットを一時的に週20ポンド引き上げた影響で、約17.1%から約16.4%へ減少している。

#### 低賃金労働者（中央年収の3分の2以下）の割合
2022年のイギリスでは、全労働者の約9％（約252.5万人）が時給9.81ポンド以下(中央年収の3分の2)の給与であった。また、グループ別の割合でみると、以下のような傾向にある。
年齢別の場合、一番高い層は16～20歳は約57%（約73.5万人）次いで21～24歳は約16%（約31.0万人）、低い層は40代後半（46～49歳）を除いた31～55歳の約5％（各年代層合わせて約68.5万人）である。
男女別では、男性は約8％（約106.5万人）、女性は約10％（約146.0万人）であった。また、フルタイムの場合は約5％[男性：約4％　女性：約5％]（約93.0万人[男性：約51.5万人　女性：約41.5万人]）であり、パートタイムの場合は約20％[男性：約26％　女性：約18％]（約159.5万人[男性：約55.0万人　女性：104.5万人]）であった。
産業別では、一番高い産業は宿泊・飲食サービス業で39％（約58.0万人）、低い産業は金融業と官公庁の1％（それぞれ約1.0万人と約1.5万人）であった。
企業別では、一番高いのは従業員数10人未満が約22％（57.0万人）であり、一番低いのが従業員数250人以上5,000人未満が約8％[49.0万人]であった。

##### 低賃金労働者（中央年収の3分の2以下）の推移傾向
被用者全体に占める相対的低賃金層(賃金の中央値の3分の2未満の賃金水準)の人数は、前述した被用者の9％に当たる252.5万人であり、割合は1970年以来最低であった。
これは、25歳以上層向けの新たな最低賃金制度として、2016年4月導入された「全国生活賃金」が影響しているとみている。全国生活賃金は、25歳以上の労働者について、従来の全国最低賃金額（21歳以上に適用）より高い最低賃金額を設定したものであり、対象年齢を2021年4月には23歳以上、2024年には21歳以上に引き下げる予定をしている(2024年までに平均賃金の約3分の2の水準への引き上げが目標とされている。2024年時点の賃金水準に関する予測から11.08ポンドに設定している。)。
2016年4月時点で時間当たり21～24歳は6.50ポンド、25歳以上は7.20ポンドであったが、2023年4月時点では、21・22歳は10.18ポンド、23歳以上は10.42ポンドであった。導入前の2015年4月時点では、21%（約542.0万人）であったが、制度導入後の2016年には、1986年以来20%を切り、2022年は10%を切っている。
また、男性と女性の低賃金労働者の割合は、1997年は男性が14%に対して、女性は31%であったが、2022年は男性が8％に対して、女性が10％であり、性差が縮小している。
低賃金層の比率が高い業種は、前述した宿泊・飲食サービス業(39％)の他に、美術及び娯楽業(約20％,約11.0万人)、農業(約18％,約3.0万人)などである。また、パートタイム労働者では前述の20％が低賃金層に属すると推計されている(フルタイム労働者では5％)。
また、近年の最低賃金の引き上げにより、国内の低賃金層の比率は減少したものの、こうした層の賃金水準は持続的に低迷している状況にある。報告書「Low Pay Britain 2018」はその要因として、
- より賃金の高い仕事への移行のしにくさ

低賃金職種における昇進のしにくさがある。例えば、代表的な低賃金職種である小売業の販売補助職では、「売り場から最上階へ」(from shop floor to top floor)という表現でしばしば成功のストーリーが語られるものの、実際により高い職種に移行している層はごくわずかである(5年後に監督あるいは管理的職種に昇進している比率は4％)。
- 少数の企業による寡占

少数の企業が支配的な業種や地域では、賃金水準が低迷する傾向にあり、低賃金層は特にその影響を強く受ける傾向にあるとしている。例えば、国内企業のごく一部にすぎない従業員規模5000人以上の企業が、低賃金労働者の18％を雇用している。
- 特に女性労働者において賃金水準が向上しにくい傾向

低賃金労働者の比率が高い女性労働者(就業者に占める低賃金労働者の比率は、女性で10％、男性では8％)では、より顕著に低賃金への滞留の傾向がみられるという。転職する場合にも、他の低賃金の仕事に移る場合が多く、また男性の低賃金層に比べて、少数の大企業に雇用されている比率が高い。
などの3点を挙げた。
報告書「Low Pay Britain 2018」は、しばしばみられる低賃金労働者への依存は不可避であるとの論調に対して、2点を挙げて転換の可能性を論じている。一つは、他の先進国における低賃金労働者の比率はイギリスよりずっと小さいが、失業者がその分多いわけではなく、また低賃金業種における生産性はイギリスより低い状況にある点だ。加えて、全国生活賃金の導入により極端に賃金水準の低い層のみが減少し、中間的な賃金水準の労働者との間の格差が減少していることを挙げている。
更に、報告書「Low Pay Britain 2020」より、2019年コロナウイルス感染症の流行による経済と雇用への悪影響により、生活賃金未満の労働者が、失業や一時帰休により賃金が減少するリスクがそうでない労働者より約2倍高いこと、2020年5月のロックダウン時に自宅勤務を行った低賃金労働者は高賃金労働者の約3分の1と感染症のリスクが高いことを指摘していた。そして「Low Pay Britain 2021」でも引き続き、低賃金労働者の方が2019年コロナウイルス感染症のリスクがあることを指摘している。
また、貧困問題を扱うジョセフ・ローンツリー財団は、全国生活賃金の引き上げなど(全国生活賃金のほか、所得税免除額の引き上げが低所得世帯の所得水準向上に関連する施策として考慮されている。)による低所得世帯の所得水準へのプラスの効果は、物価上昇や社会保障給付の削減などで相殺され、結果として低所得世帯の所得水準は必ずしも改善しない、と指摘している。特に、従来の低所得層向け給付を統合する制度として現在導入が進められているユニバーサル・クレジットをめぐっては、歳出削減に伴う制度内容の変更により、給付水準が従来の給付制度を下回るとみられることや、申請から支給まで最低でも6週間前後、または手続きの遅滞等によりそれ以上の待機期間が生じ、その間申請者が収入のない状態に置かれること、などが問題として指摘されており、このまま全国での導入(2024年9月を予定)を進めれば、低所得層にさらなる経済的な困難を招きかねないとの懸念がある。

#### 生活賃金未満労働者の割合
2023年4月時点で、生活賃金（最低限の生活水準の維持に要する生計費から、必要な賃金水準を設定したもの。ロンドンで時給11.95ポンド、ロンドン以外の地域では時給10.90ポンド）未満の労働者は、約366.4万人で、全体の約12.2%を占めた。
また、ロシアによるウクライナ侵攻を主因としたエネルギー価格高騰を背景とした記録的なインフレに対して賃金上昇が追い付かず、2022年（約351.8万人、約12.3％）に比べて増加している。
そして、フルタイムの場合は約157.3万人で、フルタイム全体の7.5%を占めていた。それに対して、パートタイムの場合は約209.1万人で、パートタイム全体の28.3%を占めている。
更に内訳として、
- 性別

男性　約10.4%（約148.4万人　フルタイム：約6.7%［約82.9万人］、パートタイム：約33.0%［約65.6万人］）
女性　約15.4%（約217.9万人　フルタイム：約8.5%［約74.4万人］、パートタイム：約26.6%［約143.5万人］）
- 職種別

生活賃金未満の比率が多い産業　上位3位（カッコ内には、報告書に記載されている生活賃金未満の人数と比率及びその産業の中央時給）
1位：宿泊・飲食業（約69.0万人、48.1%、約11.00ポンド）
2位：芸術、娯楽、レクリエーション業 （約13.0万人、約24.7%、約12.83ポンド）
3位：卸売業、小売業（約81.8万人、約23.2%、約12.78ポンド）
生活賃金未満の人数が多い職種　上位3位（カッコ内には、報告書に記載されている生活賃金未満の人数と比率及びその職種の中央時給）
1位：卸売業、小売業（約81.8万人、約23.2%、約12.78ポンド）
2位：宿泊・飲食業（約69.0万人、48.1%、約11.00ポンド）
3位：介護・保健サービス業 （約47.5万人、約11.0%、約15.88ポンド）
であり、2012年以降では、2022年に次いで少なかった。
また、以下のデータは2018年時点であるが、生活賃金未満労働者の年齢階級別内訳である。
- 年齢別

| 年齢層   | 全労働者数（千人） | 中央時給（ポンド） | 平均時給（ポンド） | 生活賃金未満の割合（％） |
| -------- | ------------------ | ------------------ | ------------------ | ------------------------ |
| 18-21    | 1,227              | 8.10               | 8.89               | 68                       |
| 22-29    | 4,367              | 11.60              | 13.34              | 25                       |
| 30-39    | 6,059              | 14.71              | 17.51              | 16                       |
| 40-49    | 6,014              | 15.21              | 19.17              | 15                       |
| 50-59    | 5,566              | 13.68              | 18.00              | 17                       |
| 60歳以上 | 2,154              | 11.78              | 15.78              | 25                       |

である。

### インド

インドの地域別貧困率（2012年）

インドの公式貧困線は、最低ニーズバスケット（minimum needs basket）方式によって定められている。この方式は、特に食料消費を中心に最低水準の生活を維持するために必要なコストをもとに算出される。都市部と農村部で別々の基準で定めており、必要なカロリーを都市部では 2,100kcal、農村部では 2,400kcalを満たすために必要な食品の組み合わせである食料バスケットを設定し、その食料バスケットに含まれる食品を購入するために必要な金額で基準を定めている。また、各州の貧困線は物価調整を行いそれぞれの州で算出される。
2011-2012年ではインド政府が定めた基準の場合、都市部の基準は月収1,000ルピー（約13.9ドル）、農村部の基準は月収816ルピー（約11.4ドル）で計算されている。州別での貧困線では、都市部の場合、最高は1,302ルピー（ナガランド州）～最低849ルピー（チャッティースガル州）であり、農村部は最高1270ルピー（ナガランド州）～最低738ルピー（チャッティースガル州）である。
インド全体では、貧困率は21.92％（約2億6978.3万人）であり、都市部は13.70％（約5312.5万人）、農村部では25.70％（約2億1665.8万人）である。州別では、一番高い州はチャッティースガル州の39.93％（約1041.1万人）、一番低い州はアンダマン・ニコバル諸島 連邦直轄領の1％（約0.4万人）である。都市部の場合、一番高い州はマニプール州の32.59％（約27.8万人）、一番低い州は0％の州を除いてラクシャドウィープ連邦直轄領の3.44％（約0.2万人）である。農村部は、一番高い州はダードラー及びナガル・ハヴェーリー連邦直轄領の62.59％（約11.2万人）、一番低い州は0％の州を除いてアンダマン・ニコバル諸島連邦直轄領 の1.57％（約0.4万人）である。
指定カースト・指定部族の貧困率は、農村部では指定カーストが42.26％であり、指定部族は47.37％である。また都市部の場合は、指定カーストは34.11％であり、指定部族は30.38％である。また、地域別に見ると、ビハール州とチャッティースガル州の指定カーストと指定部族の貧困率は約3分の2である。更に、マニプール州、オリッサ州、ウッタル・プラデ シュ州では彼らの貧困率は5割を超えている
また、2001年から提訴されている通称「食料への権利（the Right to Food）」訴訟（被告：インド政府、原告：憲法21条の「生きる権利（the right to life）」には「飢えからの自由」ないし「食料への権利」が含まれると訴える市民団体）で、インド政府側のインド計画委員会（the Planning Commission of India）がインド最高裁判所から2011年5月14日に、計画委員会が貧困線として定めている都市部20ルピー、農村部15ルピーでは、もともと設定されている2100kcal、2400kcalを摂取することは2011年の時点の物価水準では不可能であるというTendulkar委員会の報告に基づき2011年5月あるいはそれ以降の物価指数に基づき貧困線の改定を検討するよう命じられた。その後、同年9月20日に提出した資料（affidavit:宣誓供述書）に示された貧困線の値（2011年6月時点で5人家族の1か月あたり生活費：農村部3,905ルピー[当時の日本円換算で6,000円程]、都市部で4,824ルピー[当時の日本円換算で7,500円程]）が低すぎるとして問題化し、計画委員会副委員長モンテク・アルワリアの辞任を迫るなど先鋭化する事態があった。
問題が精鋭化した背景に貧困線以上の人々が福祉プログラムにアクセスできなくなることを危惧した人々がいたこと、そして、被告側の市民団体の存在があった。更に、貧困線の値自体についても、計画委員会が、単純に2004年度の貧困線からインフレ分だけ上乗せしただけの暫定値であったことも拍車をかけた。
この問題に対してインド政府と計画員会は、同年10月3日に「計画委員会の方法を用いる現在の州別貧困推計が、さまざまな政府のプログラムやスキームに含まれるべき世帯数の上限を課することに用いられることはないであろう」と発表し、貧困線以上を理由に福祉プログラムの受給されないことを強調することで、自体の鎮静化をはかった。また、インド最高裁に提出した貧困線が、2004年度の貧困線からインフレ分だけ上乗せしただけの暫定値であることに対して計画員会は、2011年の全国標本調査（National Sample Survey: NSS）の消費支出データに基づく最終的な数値の計測は2011年度のNSSが完成したのちにのみ計測可能であると主張している。
なお、この訴訟は対立する二当事者間の過去の権利関係の裁定に関する争いというよりも、将来に向けて不特定多数者の利害にかかわる立法政策的な特徴があり、今回の訴訟も実にそのような訴訟で、すでに訴訟開始から10年あまり経過しているものの最終判決はまだでておらず、これまでいくつかの重要な中間命令が下されている。例えば、すべての小学校で調理された昼食（cooked mid-day meals）を供給すること、公共配給制度（PDS）のアントダヤ食料計画の対象である1500万の最貧困層に一カ月35キロの穀物を十分に安価な助成価格で提供すること、などを最高裁はこの訴訟により命じている。
そして、インド政府が定めた貧困線（農村部では一日15ルピー、都市部では20ルピー）で見た場合、2004年度はインド人口の37.2％（農村部41.8%、都市部25.7%）が貧困線以下の生活水準であると推計され、2011年はインド人口の約32％が貧困線（農村部では一日26ルピー、都市部では32ルピー）以下の生活水準であると推計された。別の推計では、A.K. Sengupta委員会は一日当たり20ルピーの消費支出を基準とした場合、インドの人口の77％が貧困であると推計している。
また、インド政府が定めた貧困線ではなく、世界貧困線である1日3.00ドル以下（2021年アメリカドルPPPベース）を貧困線とした場合、2022年時点で約5.25％であった。また、1日4.20ドル以下の場合は23.89％であり、1日8.30ドル以下の場合は82.06％となる。

### 日本
日本には国民貧困線が公式設定されておらず、国民貧困率の試算も存在しない。実務上は生活保護基準などを元に運用されている。
住民税非課税世帯（世帯構成員の全員が住民税の均等割も所得割も非課税である世帯）も貧困線の定義として運用され、臨時福祉給付金などのターゲット基準となっている。なお住民税は個人税であるため、その世帯数を把握する統計データは存在していない。